# Mar de Esquías

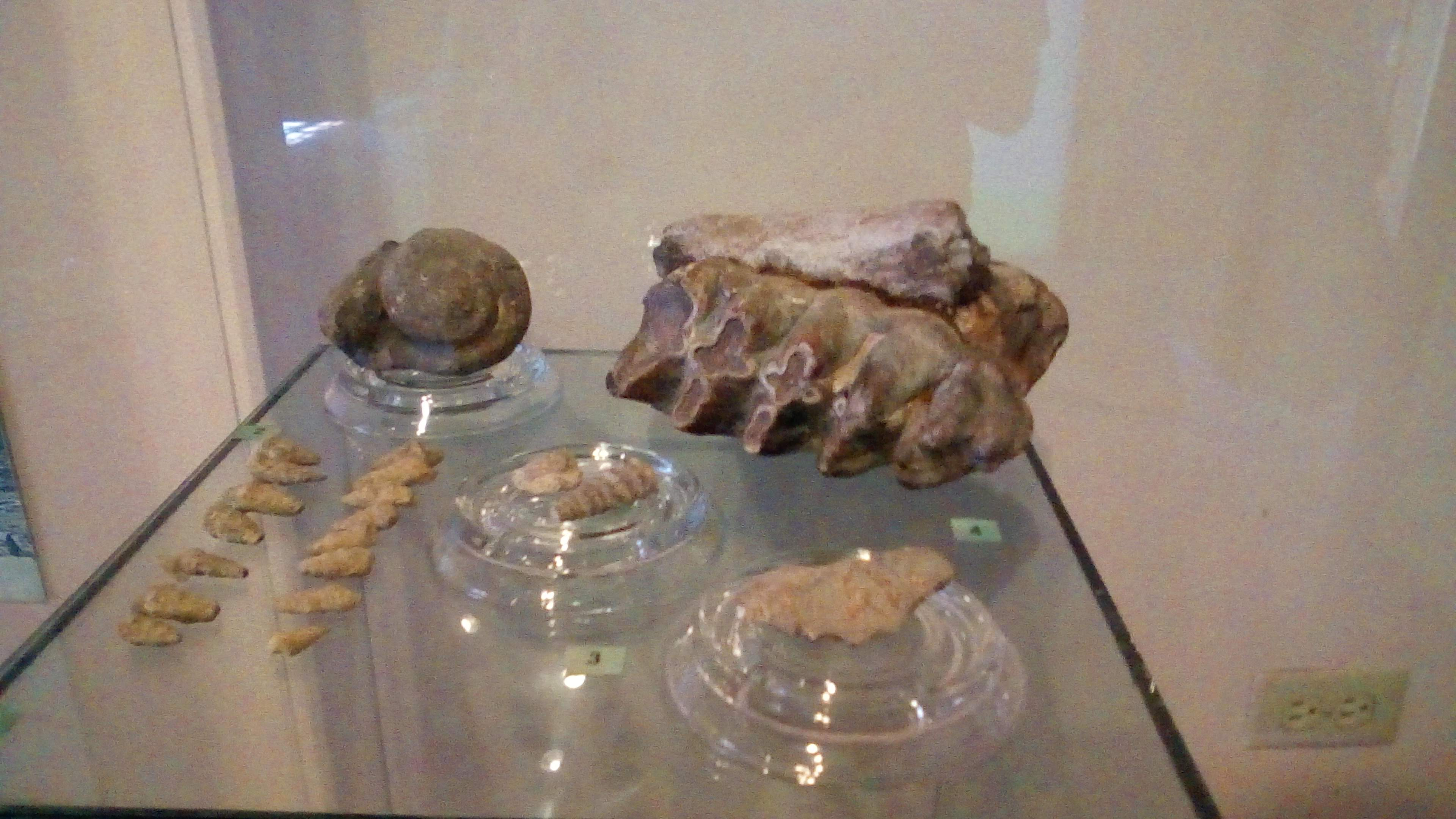
Fósiles de vida marina expuestos en el Museo de Comayagua.

El Mar de Esquías, es el nombre con el que, a partir de 1967 y 1969, se conoce a un cuerpo de agua poco profunda en Centroamérica que existió del Cenomaniense al Turoniense del período Cretácico y que atravesó lo que es hoy la República de Honduras, específicamente al oriente del actual lago Yojoa y al norte de Tegucigalpa (abarcando parte de los departamentos de Comayagua, Intibucá, Santa Bárbara, Yoro, Cortés y Francisco Morazán). Su existencia está fundamentada por la presencia rocas carbonáticas (calizas y margas), pizarras y fósiles marinos en la formación Esquías del grupo Valle de los Ángeles, encontradas en afloramientos en esos departamentos.
Este mar hace parte de una serie cambios eustáticos del nivel del mar, a lo largo del período Cretácico, que haría que los estratos del bloque Chortis (conformado por Honduras, El Salvador, Nicaragua y el sur de Guatemala) en algunas edades estuviesen bajo el mar (excepto aquellas zonas donde debido a alguna elevación no quedaron sumergidos) y en otras se formase una tierra firme (compuesta por rocas clásticas que tienen principalmente un color rojizo por el óxido de hierro de su estructura mineral, por lo que son conocidas como capas rojas) surcada por ríos. De hecho la formación que da nombre a este mar, la formación Esquías, se encuentra sobre las capas rojas inferiores del grupo Valle de los Ángeles (donde en 1971 se descubrió un fémur de un dinosaurio hadrosauroideo en Comayagua, véase dinosaurios de América Central); y a su vez subyace bajo las capas rojas superiores del mismo grupo.

## Etimología
Los autores bautizaron el mar prehistórico en honor al municipio de Esquías en Honduras que se encuentra en el departamento de Comayagua, donde se encontraron diversos fósiles de lo que alguna fue vida marina, tales como caracoles, ostras, vegetación, y peces. En el valle de Comayagua también se pueden encontrar fósiles que evidencian sistema de arrecife coralino similar al actual barrera coralina mesoamericana.
El mar de esquías fue mencionado por primera vez por los paleontólogos Mills, Feray, Hugh y Swolfs en el libro publicado en 1969 llamado «Estratigrafía de la Era Mesozoica en Honduras» (que fue publicado originalmente en inglés en el año de 1967).

## Características
Los paleontólogos han hipotetizado que dicho mar no era continuo y estaba formado por una serie de lagunas de gran tamaño conectadas entre sí poco profundas. También se llegó a hipotetizar que al no ser un cuerpo de agua muy profunda y continua se formaban barreras de arrecifes coralinos que albergaba una enorme cantidad de vida. Otra hipótesis es que dicho mar pudo estar lleno de varias islas pequeñas y su agua pudo ser cristalina, similar al del archipiélago de las islas de la bahía. Acorde a las recreaciones, su aspecto pudo ser muy similar al Lago de Nicaragua y el Maracaibo de Venezuela aunque formado de agua salada.